# Loćanska Bistrica
Loćanska Bistrica (Krena) je rijeka na Kosovu. Duga je oko 50 kilometara i izvire u blizini Đeravice na istočnim padinama Prokletija, na oko 2200 metara nadmorske visine. Teče prema jugoistoku kroz naselja Prilep i Loćane, sve do ušća u Erenik, kod Đakovice.